# Maboane
Maboane is een dorp in het district Kweneng in Botswana. De plaats telt 1085 inwoners (2011).